# Friedrich Flender von der Hardt
Friedrich Flender vor der Hardt (* 30. März 1674 vor der Hardt; † 29. März 1707 in Siegen) war ein Siegerländer Hammerschmied. Bekannt wurde er als Anführer einer Bürgerrebellion gegen Wilhelm Hyazinth, Fürst zu Oranien und Nassau-Siegen.

## Siegen
Friedrich Flender stammte aus der Weidenauer Familie Flender in Haardt; er war der Sohn des Hammerschmieds Hans Henrich Flender vor der Hardt (1638–1720) und seiner Frau Anna Katarina. Friedrich war seit 1701 verheiratet mit Katarina Flender (* 1680); aus der Ehe stammen drei Kinder.
Flender selbst war Hammerschmied und Anteilseigner der bergrechtlichen Gewerkschaft Weidenauer Gewerke. Wegen Steuerverweigerung wurde er auf Anordnung von Wilhelm Hyazinth, Fürst zu Oranien und Nassau-Siegen, am 26. März 1707 verhaftet und am 29. März 1707 im Oberen Schloss von Siegen hingerichtet. Flender kämpfte gegen die finanziellen Belastungen, ausgelöst durch die Misswirtschaft der Siegener Fürsten, die Proteste und Steuerstreiks nach sich zogen. Aufgrund seiner Führungsrolle und seiner eingereichten Beschwerde an den Wiener Reichshofrat und Kaiser Joseph I. wurde er verhaftet und ohne ein Verfahren enthauptet. Wilhelm Hyazinth wurde daraufhin mit Initiative von Friedrich Wilhelm I. Adolf durch eine kaiserliche Kommission, eingesetzt durch Kaiser Joseph I. selbst, am 20. April 1707 abgesetzt. Der Familie von Friedrich Flender wurde eine Ehrenschuld zugesprochen mit einer Bestätigung der Unschuld von Friedrich Flender und einer feierlichen Beisetzung.
Friedrich Flender gilt als eine der wichtigen Persönlichkeiten der Geschichte der Stadt Siegen. 2008 wurde er mit einer Gedenktafel im Oberen Schloss in Siegen geehrt.